# انفجار في قاعدة نيونوكسا
الانفجار في قاعدة نيونوكسا هي حادثة نووية إشعاعية وقعت في قاعدة نيونوكسا العسكرية في شمال روسيا، يوم الخميس 8 أغسطس من عام 2019، قرب مدينة سفرودفنسك، ووقع الانفجار خلال تجربة اختبار محرك صاروخ يعمل بالوقود السائل، وأسفر الحادث في البداية عن وفاة اثنين من الاختصاصيين متأثرين بجروحهما وإصابة ستة آخرين، ثم ارتفع عدد القتلى في اليوم التالي إلى خمسة أشخاص.
وعقب الانفجار أعلنت السلطات بأن الانفجار الذي وقع في قاعدة نيونوكسا العسكرية لإطلاق الصواريخ يوم الخميس 8 أغسطس يحتوي على نشاط إشعاع نووي، موضحة أنه تسبب في مقتل خمسة أشخاص. بينما ذكرت بلدية مدينة سفرودفنسك ونشرت على موقعها على شبكة الإنترنت أن أجهزة الاستشعار لديها «سجلت ارتفاعا للنشاط الإشعاعي لمدة قصيرة».
وذكر مسؤولون في شركة «روس-أتوم» النووية الروسية المملوكة للدولة إن الحادث المميت الذي وقع قبل أيام في موقع عسكري بشمال البلاد قد وقع خلال اختبار صاروخ على منصة بحرية. وذكروا إن النار اشتعلت في وقود الصاروخ فتسبب في انفجاره وأدت قوة الانفجار إلى إلقاء عدة أشخاص في البحر.
تختص قاعدة نيونوكسا في روسيا التي افتتحت في عام 1954 في اختبار صواريخ الأسطول البحري، وتجري فيها تجارب حول الصواريخ الباليستية. وشهد عام 2019 حادثين عسكريين أخريين في روسيا، حيث شب حريق في حجرة بطارية الغواصة لوشاريك وأدى إلى مقتل 14 من أفراد الطاقم، ووقع انفجار كبير في مستودع ذخائر.

## ارتفاع النشاط الإشعاعي
صرح فالنتين ماغوميدوف وهو مسؤول في الدفاع المدني بأن مستوى الإشعاع النووي ارتفع إلى 2.0 ميكروزيفرت في الساعة لمدة ثلاثين دقيقة، حيث أن الحد الأقصى المقبول للتعرض للنشاط الاشعاعي هو 0.6 ميكروزيفرت في الساعة.
ونشرت منظمة غرينبيس روسيا السبت، رسالة من مسؤولين في مركز للأبحاث النووية أعطوا فيها الرقم ذاته، لكنهم أكدوا أن الإشعاع استمر أقل من ساعة واحدة، من دون أن تكون لهُ أية مخاطر على الصحة حسب قولهم.
ولقد هرع سكان مدينة سفرودفنسك في يوم الجمعة إلى الصيدليات لشراء اليود، الذي يحمي الغدة الدرقية في حالة وقوع حادث إشعاع نووي.
وذكرت بعض المصادر الروسية أن مستويات الإشعاع ارتفعت في مدينة سيفيرودفينسك الروسية بما يصل إلى 16 ضعف المستوى الطبيعي، في حين رفعت منظمة السلام الأخضر (غرين بيس) تقديراتها إلى نحو عشرين ضعفاً، وحسب تصريح السلطات في سيفيرودفينسك: «تلقينا إخطاراً.. بشأن الأنشطة المزمعة للسلطات العسكرية. وفي هذا الصدد طُلب من سكان نيونوكسا مغادرة القرية اعتبارا من 14 أغسطس».

## وصلات لمصادر خارجية
- صورة الانفجار في قاعدة نيونوكسا في روسيا على موقع يوتيوب[10]
- الانفجار كما صور في بدايته على موقع يوتيوب[11]